# ريد سيمبسون (موسيقي)
ريد سيمبسون (بالإنجليزية: Red Simpson)‏ هو موسيقي ومغن مؤلف أمريكي، ولد في 6 مارس 1934 في Higley, Arizona ‏ في الولايات المتحدة، وتوفي في 8 يناير 2016 في بيكرسفيلد في الولايات المتحدة بسبب نوبة قلبية.

## وصلات خارجية
- ريد سيمبسون على موقع IMDb (الإنجليزية)
- ريد سيمبسون على موقع ميوزك برينز (الإنجليزية)
- ريد سيمبسون على موقع ديسكوغز (الإنجليزية)